# کلاینپاشلبن
کلاینپاشلبن (به آلمانی: Kleinpaschleben) یک منطقهٔ مسکونی در آلمان است که در Osternienburger Land واقع شده‌است. کلاینپاشلبن  ۹۴۹ نفر جمعیت دارد.